# Prvenstvo Jugoslavije u ragbiju
Prvenstva Jugoslavije u ragbiju su se održavala između 1957. i 1991. godine. Do 1963. su se održavala po pravilima ragbija 13, a od 1964. po pravilima ragbija 15. 

## Prvenstvo FNRJ/SFRJ
| Godina                  | Država podrijetla*      | Ime kluba               | Naslov po redu          | Doprvak                 |
| ragbi 13 (rugby league) | ragbi 13 (rugby league) | ragbi 13 (rugby league) | ragbi 13 (rugby league) | ragbi 13 (rugby league) |
| ----------------------- | ----------------------- | ----------------------- | ----------------------- | ----------------------- |
| 1957.                   | Srbija                  | Jedinstvo (Pančevo)     | 1                       | Mladost (Zagreb)        |
| 1958.                   | Hrvatska                | Mladost (Zagreb)        | 1                       | Jedinstvo (Pančevo)     |
| 1959.                   | Srbija                  | Partizan (Beograd)      | 1                       | Jedinstvo (Pančevo)     |
| 1960.                   | Srbija                  | Partizan (Beograd)      | 2                       | Mladost (Zagreb)        |
| 1961.                   | Srbija                  | Partizan (Beograd)      | 3                       | Nada (Split)            |
| 1962.                   | Hrvatska                | Nada (Split)            | 1                       | Mladost (Zagreb)        |
| 1963.                   | Hrvatska                | Nada (Split)            | 2                       | Mladost (Zagreb)        |
| ragbi 15 (rugby union)  |                         |                         |                         |                         |
| 1964.                   | Hrvatska                | Nada (Split)            | 3                       | Brodarac (Beograd)      |
| 1965.                   | Hrvatska                | Nada (Split)            | 4                       | Mladost (Zagreb)        |
| 1966.                   | Hrvatska                | Nada (Split)            | 5                       | Brodarac (Beograd)      |
| 1967.                   | Hrvatska                | Nada (Split)            | 6                       | Dinamo (Pančevo)        |
| 1968.                   | Srbija                  | Dinamo (Pančevo)        | 2                       | Nada (Split)            |
| 1969.                   | Srbija                  | Dinamo (Pančevo)        | 3                       | Nada (Split)            |
| 1970.                   | Hrvatska                | Nada (Split)            | 7                       | Dinamo (Pančevo)        |
| 1971.                   | Hrvatska                | Nada (Split)            | 8                       | Zagreb                  |
| 1972.                   | Hrvatska                | Nada (Split)            | 9                       | Mladost (Zagreb)        |
| 1973.                   | Hrvatska                | Nada (Split)            | 10                      | Dinamo (Pančevo)        |
| 1974.                   | Srbija                  | Dinamo (Pančevo)        | 4                       | Energoinvest (Makarska) |
| 1975.                   | Hrvatska                | Zagreb                  | 1                       | Nada (Split)            |
| 1976.                   | Hrvatska                | Zagreb                  | 2                       | Ljubljana               |
| 1977.                   | Hrvatska                | Zagreb                  | 3                       | Dinamo (Pančevo)        |
| 1978.                   | Hrvatska                | Zagreb                  | 4                       | Dinamo (Pančevo)        |
| 1979.                   | Srbija                  | Dinamo (Pančevo)        | 5                       | Zagreb                  |
| 1980.                   | Hrvatska                | Zagreb                  | 5                       | Dinamo (Pančevo)        |
| 1981.                   | Hrvatska                | Zagreb                  | 6                       | Dinamo (Pančevo)        |
| 1982.                   | Bosna i Hercegovina     | Čelik (Zenica)          | 1                       | Zagreb                  |
| 1983.                   | Bosna i Hercegovina     | Čelik (Zenica)          | 2                       | Zagreb                  |
| 1984.                   | Bosna i Hercegovina     | Čelik (Zenica)          | 3                       | Nada (Split)            |
| 1985.                   | Bosna i Hercegovina     | Čelik (Zenica)          | 4                       | Nada (Split)            |
| 1986.                   | Bosna i Hercegovina     | Čelik (Zenica)          | 5                       | Nada (Split)            |
| 1987.                   | Bosna i Hercegovina     | Čelik (Zenica)          | 6                       | Nada (Split)            |
| 1988.                   | Srbija                  | Partizan (Beograd)      | 4                       | Čelik (Zenica)          |
| 1989.                   | Hrvatska                | Nada (Split)            | 11                      | Čelik (Zenica)          |
| 1990.                   | Bosna i Hercegovina     | Čelik (Zenica)          | 7                       | Zagreb                  |
| 1991.                   | Srbija                  | Partizan (Beograd)      | 5                       | Čelik (Zenica)          |

* po pripadnosti osamostaljenim državama danas.

## Najuspješnije momčadi
- Nada (Split) 
  - Prvaci: 11
  - Doprvaci: 8

- Čelik (Zenica) 
  - Prvaci: 7
  - Doprvaci: 3

- Zagreb (Zagreb)
  - Prvaci: 6
  - Doprvaci: 5

- Dinamo / Jedinstvo (Pančevo)
  - Prvaci: 5
  - Doprvaci: 9

- Partizan (Beograd)
  - Prvaci: 5
  - Doprvaci: 0

- Mladost (Zagreb)
  - Prvaci: 1
  - Doprvaci: 6

- Brodarac (Beograd)
  - Prvaci: 0
  - Doprvaci: 2

- Makarska rivijera / Energoinvest (Makarska)
  - Prvaci: 0
  - Doprvaci: 1

- Ljubljana (Ljubljana)
  - Prvaci: 0
  - Doprvaci: 1

## Poveznice
Kup Jugoslavije u ragbiju